# Бодрие, Ив
Ив Бодрие́ (фр. Yves Baudrier; 11 февраля 1906, Париж — 9 ноября 1988, там же) — французский композитор, дирижёр и музыкальный деятель. Инициатор создания творческого объединения французских композиторов «Молодая Франция». Наряду с Марселем Л’Эрбье стоял у истоков создания французской Высшей школы кинематографии (IDHEC от Institut des hautes études cinématographiques). В послевоенное время плодотворно работал в качестве кинокомпозитора.

## Биография
Бодрие не получил систематического музыкального образования. Он посещал в Парижском университете лекции по юридическим наукам и философии. Музыкальные дисциплины изучал самостоятельно. С 1929 по 1933 год был учеником Жоржа Лота (Georges Loth), органиста в Сакре-Кёр.
В 1936 году выступил инициатором создания творческого объединения французских композиторов — «Молодая Франция», существовавшего с 1936-го по 1939 годы, в которое также входили Оливье Мессиан, Даниель-Лесюр, Андре Жоливе.
Бодрие предложил Мессиану привлечь к движению, отражающему интересы французской национальной музыкальной школы и направленному против абстрактных и конструктивных форм и средств музыкального искусства, несколько молодых и талантливых композиторов (Мессиан выбрал Жоливе и Лесюра). Бодрие считается общепризнанным идеологом и теоретиком группы, является составителем манифеста, выступал от имени своих товарищей с декларациями, призывавшими молодых музыкантов Франции к «новому романтизму», гуманизму и искренности высказывания художника. Вместе с тем Бодрие, как и остальные члены группы, ратовал за «спиритуалистическую» направленность художественных исканий французских композиторов. Группа распалась с началом Второй мировой войны (осень 1939), не сумев восстановить прежние связи и окончательно перестав существовать уже после освобождения Франции, несмотря на проведение нескольких концертов.
В 1940 году руководитель музыкальной части организации «Молодёжь кино» (в Ницце), в дальнейшем преобразованной по инициативе Бодрие и Л’Эрбье в 1944 в Высшую школу кинематографии. Впервые выступил в кино в 1936 году («Великая пастораль», документальный фильм). В послевоенный период был одним из самых востребованных кинокомпозиторов Франции.

## Музыкальные сочинения (выборка)
- «Берег бурь», симфоническая поэма (1935)
- «Властитель Сейна», симфоническая поэма (1936)
- «Музыкант в городе», симфоническая поэма (1936—1937)
- Струнный квартет № 1 (1940)
- Симфония № 1 (1945)
- Две поэмы Тристана Корбьера для голоса и фортепиано (1960)
- «Кредо бедного дьявола», кантата для хора с оркестром (1960)
- «Двойной квартет» для струнных (1965)

## Музыка к фильмам
- 1941 — «Возвращение к началу» (Départ à zéro, режиссёр Морис Клош)
- 1946 — «Битва на рельсах» (режиссёр Рене Клеман)
- 1947 — «Проклятые» (режиссёр Рене Клеман)
- 1947 — «Хозяин ветров» (Le Tempestaire, режиссёр Жан Эпштейн)
- 1948 — «Тупик двух ангелов» (Impasse des Deux-Anges, режиссёр Морис Турнёр)
- 1950 — «Человек, который возвратился издалека» (L’Homme qui revient de loin, режиссёр Жан Кастанье)
- 1950 — «Стеклянный замок» (режиссёр Рене Клеман)
- 1951 — «Ночь — моё царство» (La nuit est mon royaume, режиссёр Жорж Лакомб)
- 1951 — Symphonie de la laine (документальный, режиссёр Жан Лодс)
- 1951 — «Семь смертных грехов» (киноальманах, новеллы «Похоть» — режиссёр Ив Аллегре и «Зависть» — режиссёр Роберто Росселини).
- 1956 — «В мире безмолвия» (документальный, режиссёры Жак-Ив Кусто и Луи Маль).